# ایتسخاک
ایتسخاک( (יִצְחָק)) یک نام مردانه، و شکل عبری آیزاک است.
ایتسخاک ممکن است به یکی از افراد زیر اشاره داشته باشد:
- اسحاق بن زوی (۱۸۸۴ – ۱۹۶۳)، دومین رئیس‌جمهور اسرائیل، تاریخ‌نگار و نویسنده اهل اسرائیل
- اسحاق رابین، سیاست‌مدار و ژنرال اسرائیلی و پنجمین نخست‌وزیر کشور اسرائیل
- اسحاق شامیر (۱۹۱۵– ۲۰۱۲)، سیاست‌مدار و هفتمین نخست‌وزیر دولت اسرائیل
- اسحاق مردخای، وزیر دفاع سابق و عضو سابق کابینه دوازده نفره اسرائیل
- اسحاق نافون، پنجمین رئیس‌جمهور اسرائیل
- ایتسخاک یوسف، راب اعظم سفاردی اسرائیل
- یتژاک شووا، کارآفرین و سرمایه‌دار اهل اسرائیل